# Вулиця Володимира Сікевича (Київ)
Ву́лиця Володи́мира Сіке́вича — вулиця в Солом'янському районі міста Києва, місцевість Чоколівка. Пролягає від Донецької до Вінницької вулиці.
Прилучаються вулиці Сім'ї Ідзиковських, Академіка Возіанова і Смілянська.

## Історія
Вулиця виникла в 1-й чверті XX століття під назвою Олексіївська. З 1938 року — вулиця Валентини Гризодубової, на честь радянської льотчиці, Героя Радянського Союзу В. С. Гризодубової, з 1944 року — знову Олексіївська. З 1955 року мала назву Молодогвардійська, від підпільної організації «Молода гвардія», що діяла під час німецько-радянської війни у Краснодоні Луганської області.
Сучасна житлова забудова вулиці належить до 1970-х — 1980-х років. Наприкінці вулиці переважає промислово-складська забудова.
Сучасна назва на честь військового і політичного діяча, генерала-хорунжого армії УНР, полковника генерального штабу та генерал-майора царської армії, посла УНР в Угорщині Володимира Сікевича — з 2021 року.

## Установи та заклади
- Районне відділення поліції Солом'янського району